# Саранский Казанско-Богородицкий женский монастырь
Казанско-Богородицкий женский монастырь — упразднённый в 1764 году женский монастырь. Располагался в городе Саранск, у крепостной стены, на том месте, где сейчас располагается инженерный корпус Мордовского университета (до железной дороги). Основан между 1662 и 1667 годами. Поводом к основанию монастыря послужили чудеса, происходившие от находившейся в Саранске старинной иконы Казанской Божьей матери. Обитель находилась под патронажем Высокопетровского Московского монастыря, имевшего свои филиалы во многих местах. Богородицкий Казанский монастырь был невелик по размерам, в нём находилась всего две церкви и кельи. Есть мнение, что место для монастыря выбирали не монахи, а указал воевода, потому что ниже монастыря располагалась переправа через реку Инсар, при которой обитель стояла вроде бессонного караульного. Женский монастырь изредка называли не Казанским, а Пречистенским.

## Исторический очерк
Дважды — в 1662 и 1667 годах — из Саранска в Москву слались донесения о чудесах, происходивших от хранившейся в городе иконы Казанской Богоматери. Чудес, к вящей славе церкви, в те времена происходило много, их гносеология — разговор особый, но следствием саранских чудес было устроение женского монастыря, первая игуменья которого, мать Анисья (Хлопова) упоминается уже в 1668 году. Для иконы был построен деревянный храм, однопрестольный, небольшой, затем в первой четверти XVIII века храм поделили на два этажа — верхнюю Казанскую и нижнюю во имя Алексия-митрополита. Но шли годы, храм ветшал, пока игуменья Улиания (Жмакина) в 1734 году не обратилась в Казанский приказ с челобитной о разрешении строительства двух новых церквей — первой холодной во имя Казанской Богоматери и Алексия-митрополита и второй теплой во имя Архангела Михаила. В тот же год был дан соответствующий указ, и почти одновременно велено было саранским купцам Ивану и Степану Котельниковым разобрать деревянные Успенскую и Смоленскую церкви на Успенской площади и сжечь их в чистом поле, построив вместо уничтоженных одну каменную. Монахиням удалось выпросить деревянные церкви себе. Из Казанского приказа последовал указ рождественскому попу И. Тимофееву отдать церкви «в Богородицкой девичь монастырь» и чтоб «по взятие тех церквей велеть просительнице игуменье Улиании с сестрами во оном их монастыре перестроить по силе прежде данного в прошлом 1734 году указе, а ежеле от перестройки тех церквей останется что негодное, то сожещи в чистом месте и пепел всыпать в реку». Перестройка завершилась в 1736 году.
О церкви Михаила Архангела в документах той эпохи упоминаний нет, но она была. Причём каменная, предположительно — первой половины XVIII столетия. Игуменья Улиания не ограничилась перестройкой деревянного храма и возвела небольшой каменный храм для богослужений в зимнее время, как она и просила в челобитной. В монастырском комплексе этот храм не был особо заметным из-за ничтожных размеров и максимально упрощенного облика: рядом с Казанской церковью он выглядел почти часовней, как можно судить по двум фотографиям. Церковь Михаила Архангела была самая русская из саранских церквей, самая «псковская». Простой куб, увенчанный главой, не менее бесхитростная трапезная с притвором, без колокольни. Казалось, она шагнула прямо из XIII века, из какого-нибудь Юрьева-Польского или Чудской глуши.
В комплексе с церквями были двухэтажный дом для причта и приходской школы, каменная сторожка.

## Казанская церковь
С закрытием монастыря в 1764 году деревянная церковь была обращена в приходскую, а в 1770 году её заменили на новую каменную. Каменная Казанская церковь, пожалуй, самая таинственная: находилась в центре города, в той его части, которая прекрасно просматривалась с нижней площади. Это была излюбленная панорама саранских фотографов, что не помешало церкви не попадать в кадры. Церковь была большая, одноглавая, тянулась вверх, как бы соревнуясь в высоте с колокольней. На старой фотографии, где Казанская церковь запечатлена, издали, трапезная и колокольня имели с храмом общие стены и составляли композиционное целое. В XVIII веке каждый храм был «личностью», не существовало и двух одинаковых церквей, типовые появились только во второй половине XIX столетия. Отличительной чертой Казанской церкви являлось то, что она имела высокий восьмигранный барабан, прорезанный узкими окнами, восьмискатный купол с небольшой барочной главкой, очень аккуратной и плавной. Но ещё более своеобразной была колокольня: на четырёхугольном основании, поднимавшемся очень высоко, до уровня карниза барабана храма, покоилась восьмигранная открытая звонница. Архитектурный замысел церкви наложил отпечаток и на конструктивные детали, все части церкви сопоставлялись, репетировали друг друга. Даже высота фрагментов строго выверена: площадка звонницы поднималась вверх точно на такое же расстояние, как и глава (до карниза); звонница с полукруглой восьмигранной кровлей и башенкой останавливала прыжок точно на уровне яблока под крестом главы, а завершалась колокольня узким и вытянутым шатром, почти шпилем, имевшим слуховые окна на гранях. Причём они чередовались так — на одной грани два окна, на следующей — одно, и так далее. Колокольня Казанской церкви имела широкие окна на каждой грани восьмерика, из-за чего смотрелась хрупкой и прозрачной. Высокие окна украшали и стены трапезной, зато четверик колокольни был почти глухой, только северные и южные фасады прорезались узкими проемами, почти бойницами. И здесь зодчие нашли способ уравновесить небесное и земное. С небольшой долей вероятности можно утверждать, что грани восьмериков были дополнительно разделены полуколонками, а купола и кровли поддерживались широкими и сложными карнизами. Соседство со Спасским собором города придавало Казанской церкви особый блеск: между храмами не было ревности, и соперничества. Они выгодно оттеняли друг друга — Спас казался ещё более солидным, а церковь — ещё более непорочной и целомудренной в своей белоснежной фате.

## После революции 1917 года
Казанскую церковь закрыли в 1930 году и переоборудовали под прачечную, в результате более полутысячи верующих Саранска, Александровки и Владимировки остались без богослужения. Как долго стояла церковь — неизвестно, но к моменту строительства здания партшколы (1935 г.) её уже не было. Церковь Михаила Архангела просуществовала на несколько лет дольше, была разобрана уже после окончания работ на партшколе; мы не можем сказать, какова была судьба жилого двухэтажного дома для притча, а сторожка ещё оставалась на своем месте до середины 1960-х годов, её использовали как подсобное помещение парка сельхозмашин факультета механизации сельского хозяйства.

## Исторические сведения
- А. X. (Хохряков? Холмогоров?) Несколько дополнительных замечаний к программе историко-статистического описания церквей и приходов епархии…//ПЕВ.— 1902.— № 14;
- А. Хохряков, К истории упраздненных монастырей Пензенской епархии // ПЕВ.— 1903.— № 7 — 8; ЦГА МССР, р-175, оп. 1, д. 304, лл. 234,327.